# Bullimus
Bullimus är ett släkte av däggdjur i familjen råttdjur. Arterna förekommer på Filippinerna.
Individerna når en kroppslängd (huvud och bål) av 24 till 27 cm och en svanslängd av cirka 20 cm. Pälsen har på ovansidan en brunaktig färg medan buken är ljusgrå till vit. Arterna har en långdragen nos och långa smala bakfötter. Bullimus skiljer sig även i detaljer av tändernas konstruktion från vanliga råttor.
Dessa gnagare lever i olika habitat som skogar, buskskogar och jordbruksmark. De vistas främst på marken och har sina bon under lövskikt eller annan växtlighet.

## Systematik och status
Arter enligt Catalogue of Life:
- Bullimus bagobus
- Bullimus luzonicus

Wilson & Reeder (2005) listar ytterligare en art i släktet, Bullimus gamay. Arten lever endemisk på ön Camiguin norr om Mindanao. Den listas av IUCN som sårbar (VU) medan de andra arterna listas som livskraftig (LC).
Bullimus är nära släkt med vanliga råttor (Rattus) och släktet listas därför i Rattus-gruppen i underfamiljen Murinae.